# سوزوکی کی‌ایتسو
سوزوکی کی‌ایتسو (به ژاپنی: 鈴木其一 Suzuki Kiitsu); ۱۷۹۶ – ۲۴ مارس ۲۰۲۵) نقاش اهل ژاپن بود.